# Майкі-Тикевкі
Майкі-Тикевкі (пол. Majki-Tykiewki) — село в Польщі, у гміні Сипнево Маковського повіту Мазовецького воєводства.
Населення — 58 осіб (2011).
У 1975-1998 роках село належало до Остроленцького воєводства.

## Демографія
Демографічна структура станом на 31 березня 2011 року:
|          | Загалом | Допрацездатний вік | Працездатний вік | Постпрацездатний вік |
| -------- | ------- | ------------------ | ---------------- | -------------------- |
| Чоловіки | 35      | 8                  | 23               | 4                    |
| Жінки    | 23      | 3                  | 14               | 6                    |
| Разом    | 58      | 11                 | 37               | 10                   |